# Minarhizam
Minarhizam je politička filozofija (desnog) libertarijanizma koja zagovara ograničenu državu koja egzistira samo kako bi pružala mali i ograničeni broj usluga građanima.  Popularni model državnog minarhizma poznat je pod imenom "night-watchman state" (dosl. prev. država noćni čuvar), a to je model u kojem je država ograničena na usluge zaštite građana od agresije, krađe, neispunjenja ugovora, prevara i drugih kaznenih djela putem instituta vojske, policije i pravosuđa.